# Kasannoin Iesada
Kasannoin Iesada (花山院家定, [かざんいん いえさだ] Erro: {{japonês}}: texto da transliteração contém caractere não latino (pos 1) (ajuda), 1283-1342 , também pronunciado Kazanin Iesada, também era conhecido como Kongōin Nyūdō udaijin) foi um nobre do período Kamakura da história do Japão.

## Vida
Iesada foi o filho mais velho de Kasannoin Ienori. Foi o nono líder do ramo Kasannoin, um sub-ramo do ramo Hokke do Clã Fujiwara. 

## Carreira
Iesada serviu os seguintes imperadores: Fushimi (1287 - 1298), Go-Fushimi (1298 - 1301), Go-Nijo (1301 - 1308),  Hanazono (1308 - 1318) e Go-Daigo (1318 - 1323).
Ienori passa a servir na Corte em 1287 durante o reinado do Imperador Fushimi como Jijūni (camareiro), no Kurōdodokoro. Em 1290 Ienori é transferido para o Konoefu (Guarda do Palácio) onde irá servir como Sachūjō (comandante da ala esquerda). Em 1292 é nomeado Uchūjō (comandante da ala direita). Em 1297 seu pai falece, vindo a assumir a liderança do Clã.
Em 1301 , no governo do Imperador Go-Nijo, Ienori é nomeado Sangi, em 1302 é promovido a Chūnagon e em 1305 a Dainagon.
Em 24 de agosto de 1318, no governo do Imperador Go-Daigo, Ienori é promovido a Udaijin cargo onde permaneceu até 10 de dezembro de 1319 quando se aposenta. Em 1323 se converte em monge budista (shukke) posição que ocupa até falecer em 1342.